# Die Insel Niemandsland
Die Insel Niemandsland ist das 13. Kompilationsalbum des österreichischen Schlagersängers Freddy Quinn, das 1975 im Musiklabel Polydor (Nummer 2413 502) erschien. Weder das Album noch die fünf Singles (mit insgesamt neun Titeln aus diesem Album) konnten sich in den deutschen Albumcharts platzieren.

## Titelliste
Das Album beinhaltet folgende zwölf Titel:
- Seite 1

1. Die Insel Niemandsland
2. Die Reise
3. Das große Spiel
4. Eine offene Tür
5. Mensch, Kuddel, wach auf!
6. Sankt Helena

- Seite 2

1. Hamburg (im Original als Frisco Depot von Mickey Newbury, 1971[3])
2. Überall ist es schön
3. Erinnerungen an Athen
4. Der Mann mit der Mappe
5. Atlantis